# Leucocytozoon
A Leucocytozoon (vagy Leukocytozoon) az Apicomplexa Haemosporida rendjének parazita nemzetsége. Típusfaja a Leucocytozoon danilewskyi, melynek a L. ziemanni szinonimája.
A nemzetség végső gazdái Simulium- vagy Ceratopogonidae-fajok, köztes gazdái madarak. Több mint 100 faja van, melyek több mint 100 madárfajt fertőznek.

## Életciklus

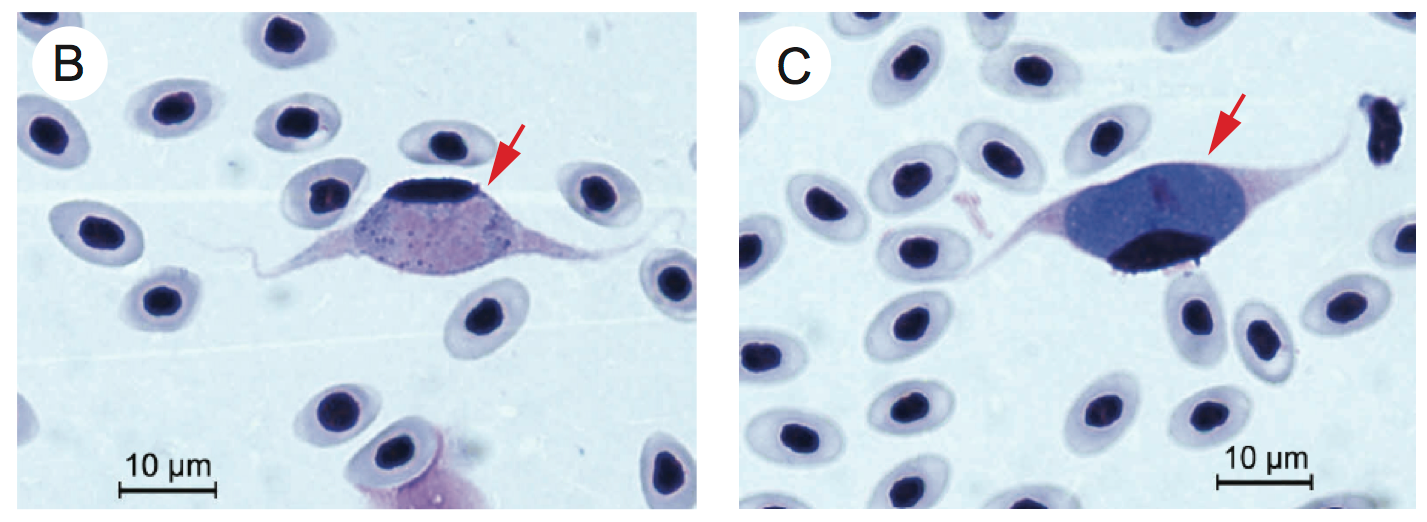
Hím (balra) és női (jobbra) Leucocytozoon sabrazesi-gametocitákkal fertőzött csirkevér

A Leucocytozoon életciklusa kétgazdás – köztes gazdája madár, végleges gazdája általában Simulium-faj, kivéve a Leucocytozoon caulleryit, melynek végleges gazdája Ceratopogonidae-faj. A paraziták a madárba sporozoitaként kerülnek a rovar csípésével. A sporozoiták a gazda máját fertőzik, ahol ivartalan szaporodással merozoitákat képeznek 4–5 napon belül. E szakasz időtartama részben a fajtól függ. Egyes fajokban e szakasz az endotéliumban történhet a máj helyett.
Az új merozoiták vörös-, fehérvérsejteket vagy endotél sejteket fertőznek. A makrofág- vagy endotélsejt-fertőző példányok megaloszkizontákká alakulnak, melyek elsődleges citomerekké osztódnak, melyek kisebbekre osztódnak, majd szkizontákká érnek, melyek merozoitákká osztódnak. Vörös- vagy fehérvérsejteket fertőző merozoitái gametocitákká érnek.
A gametocitákat egy vérszívó felveszi a madárgazdát csípve. Ezután a gametociták a rovar középbelében vörös magfestésű makrogametocitákká (női) és halvány magfestésű, diffúz magvú mikrogametocitákká (hím) fejlődnek, ezek egyesülésekor ookinéta keletkezik. A hím gametociták általában 8 mikrogamétává osztódnak. Az ookinéta a légy bélsejtjén áthatolva oocisztává érik. Néhány nap után ez mintegy 100 sporozoitát termel, melyek a bélsejtet elhagyva a nyálmirigyekbe kerül.

## Morfológia
A szkizonták magjait 3 rétegű membrán veszi körül perifériás kromatinnal. A szkizonták számos 3 rétegű membránú és több riboszómával rendelkező citomert tartalmaznak. Ezek ismétlődő barázdálódása merozoitákat hoz létre 3 rétegű membránnal.
A merozoitákon roptriák, mikronémák és 3 apikális gyűrű van. Mitokondriumai cristái vezikulárisak. Egyes fajokban 1 vagy 2 mag melletti test lehet ismeretlen funkciókkal.
2 gametocita-forma ismert, egy nyújtott, vitorlaszerű és egy gömbölyű forma. Ezek általában 12–14 μm hosszúak. A nagy gametociták általában jelentősen eltorzítják a fertőzött sejteket, megnehezítve a sejtazonosítást. Volutin álpigmentje lehet.

## Evolúció
Feltehetően a másik 2 nemzetség, a Plasmodium és a Haemoproteus után jelent meg, ez utóbbi a késő oligocénben vagy a kora eocénben jelent meg a Piciformeshez és a Coraciiformeshez hasonlóan.

## Rendszertan
A nemzetség 2 alnemzetsége az Akiba és a Leucocytozoon, melyek különböző vektort használnak. Az Akiba első ismert tagja a Leucocytozoon (Akiba) caulleryi, mely Culicoides-vektorokat használ, a nemzetség többi faja Simulium-fajokat használ vektorként.
1977-ben Greiner és Kocan a Falconiformes alapos vizsgálata alapján kimutatták, hogy az egyetlen azt fertőző Leucocytozoon-faj a L. toddi.
A L. dubreuili feltehetően a Turdidae kládra, a L. fringillinarum néhány Passeriformes-kládra, a L. majoris a Paridae kládra korlátozódik.
A L. ziemanni baglyokat fertőz.

## Diagnózis
A nemzetség gamontákat fehér- és vörösvérsejtekben képez. A gametociták a fertőzött jelentős növekedését és torzulását okozhatja, futball-labdaszerű kinézetet adva. Nincs merogónia a fehér- vagy vörösvérsejtekben, az a májban, a szívben, a vesében vagy más szervekben történik. A meronták citomerekre osztott nagy testeket alkothatnak.
Nincsenek hemozoinszemcséi, ezzel könnyen megkülönböztethető a Haemoproteustól és a Plasmodiumtól.
Oocisztái gyorsan (3–5 nap) fejlődnek, kicsik, és nem tágulnak, átmérőjük 13 μm, és általában kevesebb mint 100 rövid, vastag sporozoitájuk van.
Vektorai Simulium vagy Culicoides spp., gerinces gazdái madarak.

## Patológia
The typical pathology of infection with these parasites includes anaemia and enlargement of the liver and spleen. Gross lesions also include pulmonary congestion and pericardial effusion.
Megaloschizonts appear as grey-white nodules found in the heart, liver, lung or spleen. Microscopically there is ischemic necrosis and associated inflammation in the heart, brain, spleen and liver due to occlusion of blood vessels by megaloschizonts in endothelial cells. Ruptured schizonts may induce granulomatous reactions in the surrounding tissues.
Clinically the majority of birds affected with leucocytozoonosis exhibit no signs. Among those that do the signs include mild to severe signs of anorexia, ataxia, weakness, anemia, emaciation and difficulty breathing.
The excess mortality due to Leucocytozoon in adult birds seems to occur as a result of debilitation and increased susceptibility to secondary infection.

## Epidemiológia
A L. simondi fő parazitája lehet a kanadai lúdnak egyes területeken, beleértve az Amerikai Egyesült Államok északi részét és Kanadát. A L. smithi az Amerikai Egyesült Államok délkeleti részén lévő pulykafarmokat érinti.

## Gazdák

### Madárgazdák
- L. anatis – kacsák
- L. andrewsi – Gallus gallus domesticus[8]
- L. anseris – ludak
- L. artamidis – Artamidae spp.[9]
- L. atkinsoni – Neomixis tenella[10]
- L. balmorali – Laniidae, Malaconotidae
- L. bennetti – Vanga curvirostris
- L. berestneffi – Pica nuttalia
- L. bishopi – Paradoxornithidae
- L. bonasae – Bonasa umbellus, Canachites canadensis, Lagopus
- L. bouffardi – Ploceidae
- L. brimonti – Pycnonotus spp.
- L. caprimulgi – Caprimulgidae
- L. caulleryi Mathis et Leger 1909 – G. g. domesticus
- L. coracinae – Apodidae, Campephagidae[11]
- L. danilewskyi – Strix occidentalis
- L. deswardti – Promeropidae
- L. dubreuili – Turdus migratorius
- L. dutoiti – Fringillidae
- L. frascai – Atelornis crossleyi[12]
- L. fringillinarum – Fringilla coelebs, Junco hyemalis, Loxia leucoptera, Motacilla flava, Passer domesticus biblicus[13]
- L. gentili – Passer domesticus
- L. greineri – Neodrepanis coruscans, Philepitta castanea[14]
- L. grusi – Antigone canadensis[15]
- L. hamiltoni – Parus bokharensis[16]
- L. lairdi – Cyanolanius madagascarinus[14]:1475–9
- L. liothricis – Timaliidae
- L. lovati – Centrocercus urophasianus, Dendragapus obscurus, Lagopus lagopus, Lagopus mutus
- L. maccluri – Zoothera marginata[17]
- L. macleani Sambon 1908 – G. g. domesticus
- L. majoris – Motacilla flava
- L. marchouxi – Columba mayeri,[18] galambok
- L. nectariniae – Nectarinia olivacea
- L. neavei – Numididae
- L. pogoniuli – Pogoniulus atroflavus, Pogoniulus subsulphureus[19]
- L. pycnonoti – Pycnonotidae
- L. roubaudi – Estrildidae
- L. sabrazesi Mathis and Léger 1910 – G. g. domesticus[20]
- L. schoutedeni Rodhain, Pons, Vandenbranden et Bequaert 1913 – G. g. domesticus
- L. schufneri Prowazek 1912 -G. g. domesticus
- L. shaartusicum – Phoenicurus phoenicurus
- L. simondii – Aythya collaris, Aix sponsa, Anas bochas, Anas diazi, Anas platyrhynchos, Anas rubripes, Branta canadensis, Chen canagica, Mergus merganser, Cygnus buccinator, Somateria mollissima
- L. smithi – Meleagris spp.
- L. sturni – Sturnidae
- L. tawaki – Spheniscidae spp.
- L. timaliae – Timaliidae spp.
- L. toddi – Accipiter cooperii, Accipiter striatus, Buteo buteo, Buteo lineatus, Haliaeetus albicilla, Haliaeetus leucocephalus, Milvago chimango, fajdformák
- L. trachyphoni – Trachyphonus purpureus[19]
- L. ziemanni – Bubo bubo,[21] Bubo virginianus, Nyctea scandiaca, Strix occidentalis
- L. zosteropis – Zosteropidae

## Vektorok
- L. bonasae – Simulium aureum, Simulium latipes
- L. caulleryi – Culicoides arakawae
- L. lovati – Prosimulium hirtipes, Simulium japonicum, Simulium uchidai[22]
- L. simondi – Cnephia ornithophilia, Simulium rugglesi
- L. smithi – Simulium nigritarse
- L. tawaki – Austrosimulium ungulatum

### Szinonimák
Számos protozoonfajhoz és -nemzetséghez hasonlóan változások történhetnek a rendszertanban, különösen a DNS-alapú rendszertan eredményei miatt. A leírt fajok ennek megfelelően változhatnak.
- A L. anatis és L. anseris a L. simondi szinonimái.
- A L. andrewsi és L. schoutedeni szinonimák.
- A L. bonasae, L. jakamowi és L. mansoni a L. lovati szinonimái.
- A L. brimonti a L. fringillinarum szinonimája.
- A L. costai és L. numidae a L. neavei szinonimája.
- A L. francolini, L. kerandeli, L. martini, L. mesnili, L. sabrazesi és L. schuffneri a L. macleani szinonimái.
- A L. galli vitatott.
- A L. molpastis a L. brimonti szinonimája
- A L. monardi a L. gentili szinonimája
- A L. toddi valószínűleg fajkomplexum.
- A L. turtur és alfaja, a L. turtur orientalis a L. marchouxi szinonimái.

## Történet

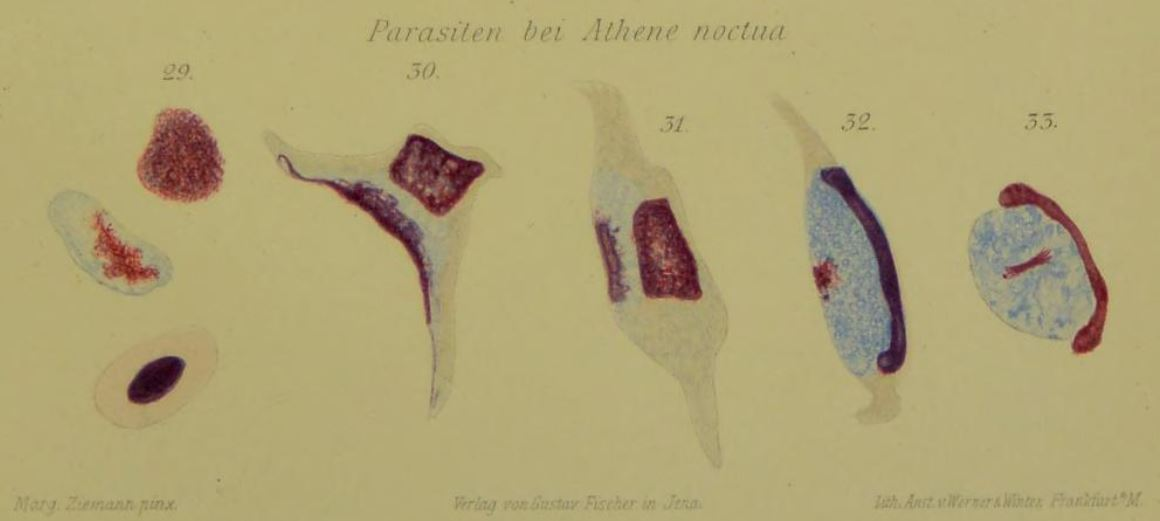
Bagoly L. danilewskyi által fertőzött vérsejtjei (Hans Ziemann rajza, 1898)

Az első ismert megfigyelést Vaszilij Danyilevszkij tette, aki egyes általa madárvérben megfigyelt parazitákat „Leucocytozoaire”-ként írt le 1888-ban, mivel fehérvérsejt-fertőzőnek tűntek. Részletesebb leírást a nemzetséghez hasonló parazitákról 1894-ben közölt N. Sakharoff Tbiliszihez közeli madarak véréből. 1898-ban Hans Ziemann az Athene noctua véréből írta le a Leucocytozoont, típusfaját Leukocytozoen danilewskyinek nevezve Danyilevszkij tiszteletére. N. M. Berestneff volt az első, aki a mai Leucocytozoon névalakot használta a Leucocytozoon danilewskyi több madárfajból való leírásakor. A nemzetséget 1908-ban Louis Westenra Sambon írta le, és azóta nem változott jelentősen. 1930-ban és 1931-ben Earl O'Roke és Louis V. Skidmore egymástól függetlenül fedezték fel, hogy a Simulium spp. a Leucocytozoon vektorai.